# 2007년 KIA 타이거즈 시즌
2007년 KIA 타이거즈 시즌은 KIA 타이거즈가 KBO 리그에 참가한 7번째 시즌으로, 해태 타이거즈 시절까지 합하면 26번째 시즌이다. 서정환 감독이 팀을 이끈 마지막 시즌으로, 팀은 선수들의 줄부상 탓인지 2년 만에 8팀 중 정규시즌 최하위를 기록했으며 이 과정에서 단장과 감독이 시즌 후 경질되었으며 이후 조범현 감독을 선임했다.

## 타이틀
- 아시아 야구 선수권 대회 2위: 한기주, 이현곤, 장성호
- 야구 월드컵 국가대표: 송산
- 일구상 의지노력상: 이현곤
- 제일화재 프로야구대상 기량발전상: 이현곤
- 스포츠서울 올해의 타자: 이현곤
- 올스타 선발: 손지환 (2루수), 이종범 (외야수)
- 올스타전 추천선수: 한기주, 장성호, 이현곤
- OSEN 선정 방출 선수 라인업: 조경환 (외야수)
- 컴투스프로야구 선정 메이저리거 라인업: 최희섭
- 연봉으로 본 올스타: 장성호 (1루수), 이종범 (중견수)
- 출장(타자): 이현곤 (126)
- 안타: 이현곤 (153)
- 타율: 이현곤 (0.338)
- 멀티히트: 이현곤 (50)
- BB/K: 장성호 (2.10)

### 퓨처스리그
- 퓨처스 올스타: 박정규, 김정수, 류은재, 최훈락
- 남부리그 3루타: 김창수 (4)
- 남부리그 도루: 최훈락 (24)
- 남부리그 완투: 곽정철 (1)
- 완봉: 곽정철 (1)
- 구원승: 박정규 (7)
- 남부리그 홀드: 이윤학 (7)
- 남부리그 탈삼진: 곽정철 (92)

## 선수단
- 선발투수 : 윤석민, 스코비, 이대진, 에서튼, 전병두, 김진우
- 구원투수 : 손영민, 로드리게스, 양현종, 이범석, 신용운, 임준혁, 박정규, 윤형진, 곽정철, 김건한, 차정민, 고우석, 오준형, 문수호, 진해수, 정원, 이상화
- 마무리투수 : 한기주, 이동현
- 포수 : 김상훈, 송산, 차일목
- 1루수 : 장성호, 최희섭, 김주형, 김정수
- 2루수 : 손지환, 한규식
- 유격수 : 김종국, 홍세완, 김연훈
- 3루수 : 이현곤, 이강서
- 좌익수 : 서튼, 김원섭, 조경환, 이호신
- 중견수 : 이용규, 류은재
- 우익수 : 김경진, 이종범
- 지명타자 : 이재주, 심재학, 최훈락, 권윤민

## 여담
- 시즌 전 해외파 특별 드래프트를 통해 최희섭을 영입함에 따라 최희섭은 역대 최초로 해외파 특별 드래프트에서 지명된 선수가 되었다.
- 손지환은 6월 3일 삼성 라이온즈와의 경기에서 KBO 사상 최초이자 유일한 무보살 삼중살을 달성했다.
- 이종범은 공격 WAR -2.01에 그쳐 KBO 리그 역대 단일 시즌 최저 공격 WAR을 기록했으며, WAR -1.86으로 구단 사상 단일 시즌 최저 WAR을 기록했다.
- 조경환은 이 시즌에 통산 3000타석을 가까스로 채우고 은퇴했다. 또한 통산 도루 성공률 38.7%, 인플레이 타구 1724개로 역대 KBO 리그 통산 3000타석 타자 중 최저, 최소 기록을 세웠다.
- 시즌 후 조범현 감독을 선임했다. 조범현 감독을 선임한 것은 2008 시즌부터 팀을 맡기기 위함이었으나 해당 시즌 한화 이글스와의 정규 시즌 최종전이 계속 우천 연기된 끝에 한국시리즈 이후에 편성되는 바람에 조범현 감독은 2007년 정규 시즌 최종전을 데뷔전으로 치르게 되었다.